# Hennie Burggraaff
Hendrika Hubertina (Hennie) Burggraaff (1958, Utrecht) is een Nederlandse radiopresentatrice. 
Ze bezocht het Christelijk Gymnasium in Utrecht en studeerde in dezelfde stad theologie.
Na haar studie ging ze in 1986 werken bij de NCRV-radio en werd presentatrice van programma's als Plein Publiek en Schepper & Co. Ze treedt regelmatig op de voorgrond als voorzitter van debatten en andere opiniepodia.